# پولاتلی
پولاتلی (به ترکی استانبولی: Polatlı) شهری است در کشور ترکیه که در استان آنکارا واقع شده‌است. جمعیت این شهر بر اساس سرشماری سال ۲۰۰۸ میلادی ۸۹٬۰۲۴ نفر و بر اساس برآوردهای سال ۲۰۰۹ میلادی ۹۶٬۸۱۲ نفر می‌باشد.